# Clubiona kularensis
Clubiona kularensis là một loài nhện trong họ Clubionidae.
Loài này thuộc chi Clubiona. Clubiona kularensis được Yuri M. Marusik & Koponen miêu tả năm 2002.